# Tyus Jones

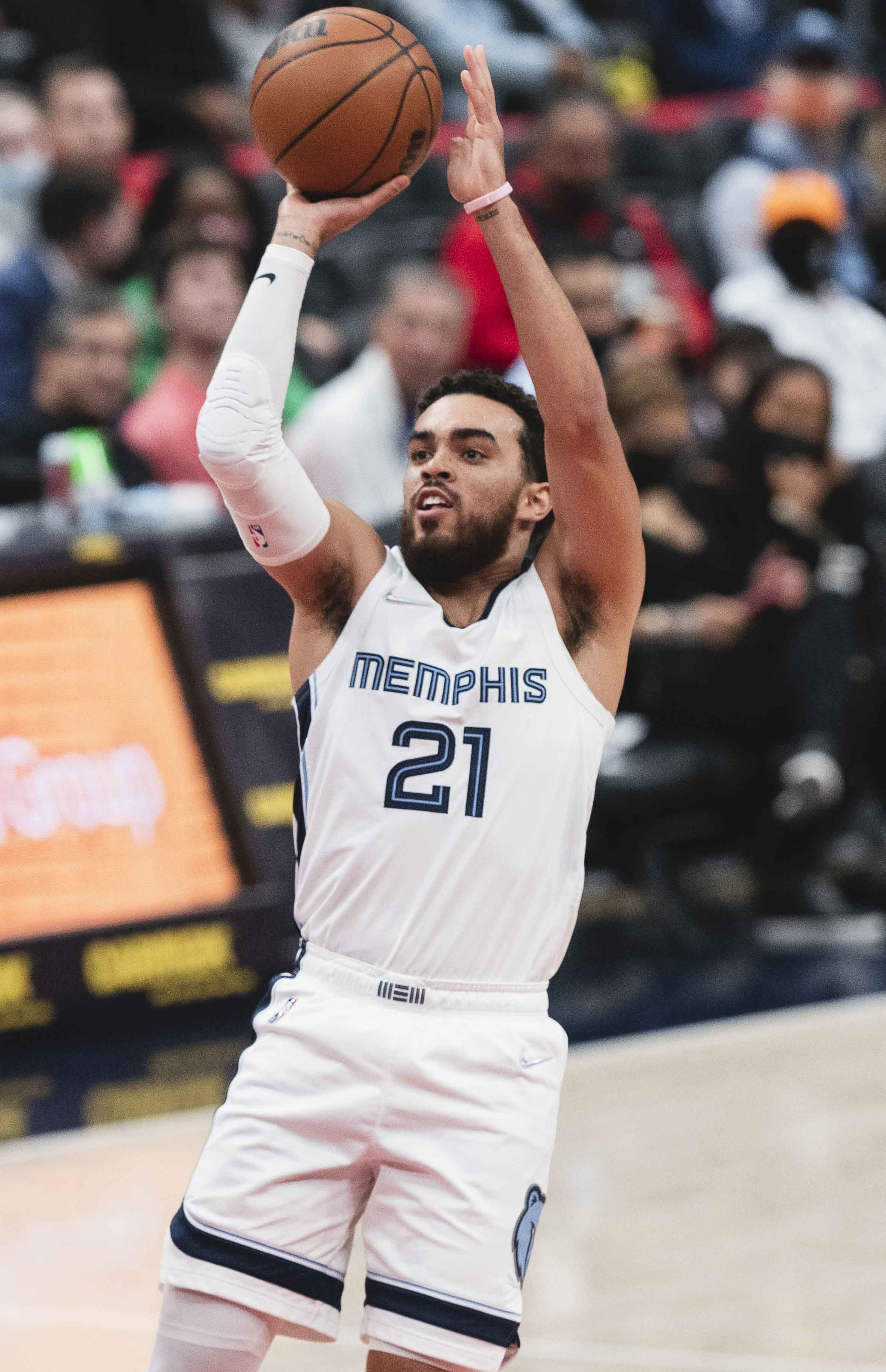
Tyus Jones, 2021.

Tyus Robert Jones, född 10 maj 1996 i Burnsville i Minnesota, är en amerikansk professionell basketspelare (PG) som spelar för Orlando Magic i National Basketball Association (NBA). Han har tidigare spelat för Minnesota Timberwolves, Memphis Grizzlies, Washington Wizards och Phoenix Suns.
Jones draftades av Cleveland Cavaliers i första rundan i 2015 års draft som 24:e spelare totalt.
Innan han blev proffs studerade Jones vid Duke University och spelade för universitetets idrottsförening Duke Blue Devils.
Han är bror till Tre Jones.